# 1224年
| 千纪： | 2千纪 |
| 世纪： | 12世纪 \| 13世纪 \| 14世纪 |
| 年代： | 1190年代 \| 1200年代 \| 1210年代 \| 1220年代 \| 1230年代 \| 1240年代 \| 1250年代                                                                               |
| 年份： | 1219年 \| 1220年 \| 1221年 \| 1222年 \| 1223年 \| 1224年 \| 1225年 \| 1226年 \| 1227年 \| 1228年 \| 1229年                                                     |
| 纪年： | 甲申年（猴年）；西夏定二年；大理天开二十年；蒙古太祖十九年；金正大元年；南宋嘉定十七年；蒲鲜万奴大同元年；越南建嘉十四年，天彰有道元年；日本貞應三年，元仁元年 |

## 大事记
- 中国
  - 宋寧宗趙擴去世，權相史弥遠聯合楊太后矯詔廢皇太子趙竑（原名趙貴和）為濟王，藩封霅川（今浙江湖州），改令新立沂王趙貴誠（後改名趙昀）繼位，是為宋理宗。
  - 金宣宗完顏珣去世，兒子完顏守緒（生母為漢人）繼位，是為金哀宗。陰歷第二年正月初一（戊戌朔日，陽歷1224年1月22日），改元正大。
  - 蒙古發動第五次伐夏戰爭，木華黎的長子孛魯攻破西夏的銀州。
- 日本
  - 北條義時長男北條泰時繼任鎌倉幕府第三代執權。
- 越南
  - 李朝權臣陳守度廢掉皇帝惠宗，改立李惠宗的女兒李昭皇為皇帝。
- 西亞
  - 西遼人波剌黑·哈只卜在伊朗東南部克爾曼地區建立克爾曼王朝，又稱後西遼。
  - 花剌子模王朝末代君主札蘭丁由印度回波斯，向阿拔斯王朝借兵，勢力復振。
- 希臘
  - 伊庇魯斯專制國滅亡薩洛尼卡王國。
- 法國
  - 布洛涅伯爵在加萊建築堡壘，設防。
- 北非
  - 阿爾摩哈德王朝（或稱穆瓦希德王朝）統治者穆罕默德∙納西爾的繼承人優素福二世去世，阿爾摩哈德王朝出現內亂。

## 逝世
- 1月——金宣宗完顏珣
- 7月1日——北條義時，鎌倉幕府第二代執權。
- 8月——宋宁宗赵扩